# Valea Viilor
Valea Viilor (in ungherese Nagybaromlak, in tedesco Wurmloch) è un comune della Romania di 2127 abitanti, ubicato nel distretto di Sibiu, nella regione storica della Transilvania. 
Il comune è formato dall'unione di 2 villaggi: Motiș e Valea Viilor.

## La cittadella
Valea Viilor ospita una delle più grandi e meglio conservate chiese fortificate della Transilvania. La chiesa, un Tempio evangelico dedicato a San Pietro, venne costruita nel XIII secolo e rimaneggiata ampliata e fortificata tra il XV ed il XVI secolo. I lavori di fortificazione, consistenti soprattutto nella realizzazione di una potente cerchia di mura con interposte alcune torri, vennero terminati attorno al 1520; una parte dei lavori interessò anche la chiesa, con la chiusura dell'ingresso precedente, la creazione di un nuovo portale d'accesso e la costruzione di due torri quadrangolari sopra l'entrata e sopra l'abside.
Nonostante abbia sofferto danni da un terremoto nel 1738 e diversi ulteriori rimaneggiamenti, il complesso mantiene la struttura del XVI secolo pressoché immutata, con la cerchia di mura ancora completa e quattro delle torri che ne facevano parte.
Il complesso è stato dichiarato Patrimonio dell'umanità dell'UNESCO, come uno dei Villaggi con chiese fortificate in Transilvania.

## Immagini della cittadella di Valea Viilor

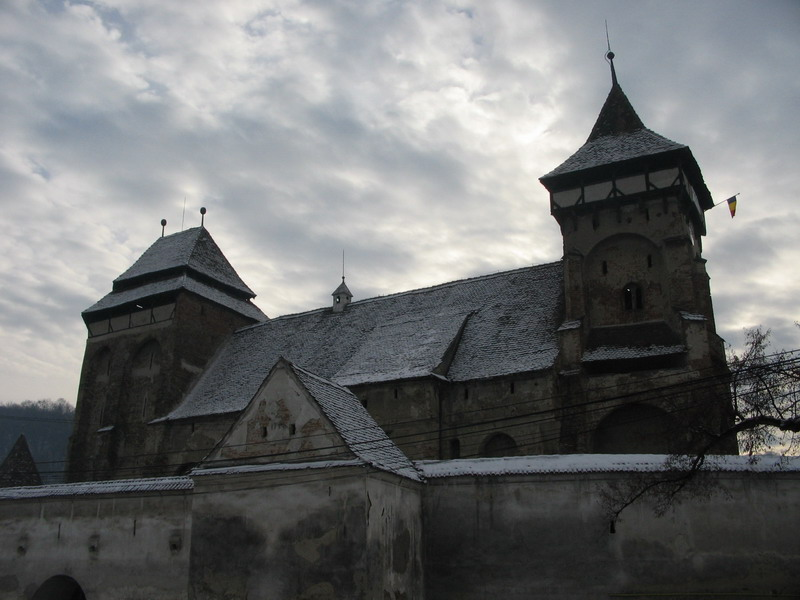
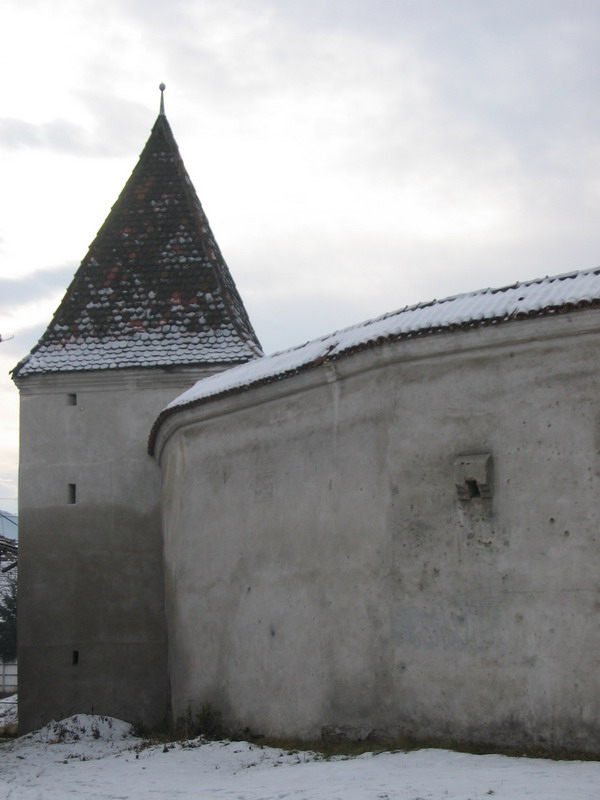
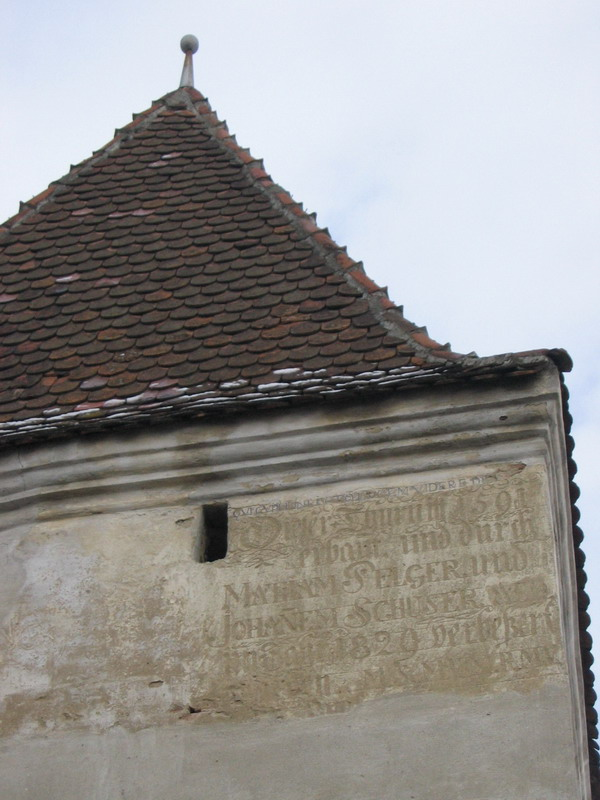
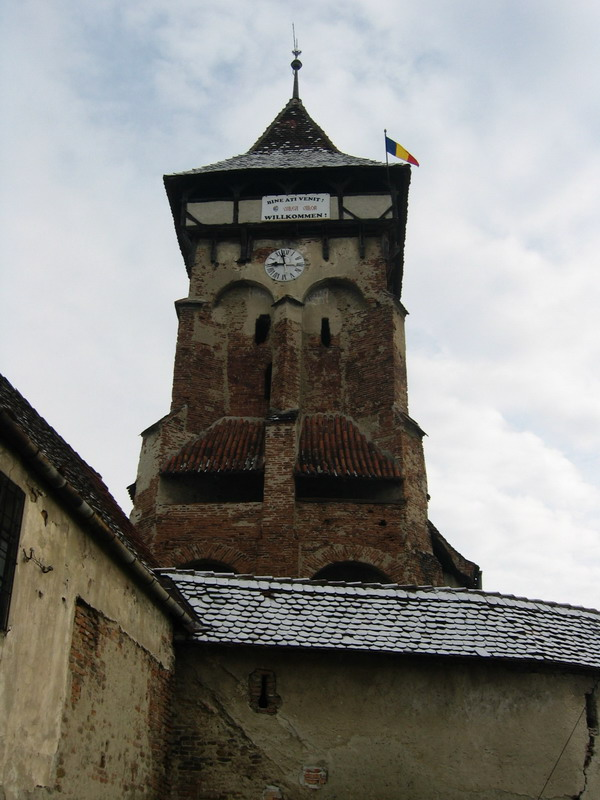
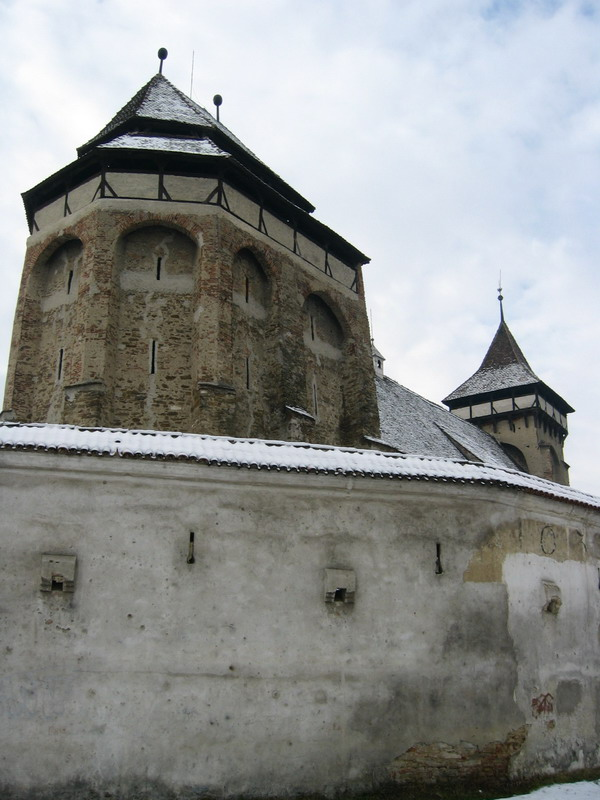